# 日光市湯西川水の郷
日光市湯西川水の郷（にっこうし ゆにしがわ みずのさと）は、栃木県日光市湯西川にある、観光施設。源泉かけ流しの日帰り入浴施設 や、日本で唯一の蝶の美術館、大つり橋などがある。施設の設置主体は日光市であり、地域住民が設立した 株式会社湯西川水の郷が指定管理者として運営する。

## 施設
敷地面積は約2万 m2。日帰り入浴施設・食堂・そば打ち体験室などがある「水の郷観光センター」を核とする。計画段階では、釣り堀やバーベキュー施設も建設候補に挙がっていたが、付近にキャンプ場があるため見送られた。
水の郷観光センター
鉄筋コンクリート構造平屋建て、延床面積 1,506 m2。
- 日帰り入浴施設 - 入浴料金は日光市民と市民以外で異なり、それぞれ大人・小人料金がある[3]。3月20日の日光市民の日にちなみ、同日または前後の特定の1日に無料開放が行われる[9][10]。源泉かけ流しで[3]、屋内の大浴場と露天風呂[7]、1人用の陶器風呂がある[11]。泉質はアルカリ性単純温泉で、湯は無色透明である[11]。
- 食堂 - 郷土料理のばんだい餅や蕎麦などを提供する[11]。

蝶の美術館
木造平屋建て、延床面積 232 m2の建物。住民とチョウ愛好家が協力して整備したもので、チョウを題材とした点描画、切り絵、刺繍など約500点を展示する。芸術作品として展示するだけでなく、QRコードを添付してチョウの解説や写真を閲覧できるようにもしている。
開業当初は「湯西川くらし館」という名称で、縄文土器や民具を展示し、高齢の住民が案内ボランティアを務めていた。観光学者の古賀学は、水の郷観光センターとは別棟になっていて、運営に余分に人手が必要となることを開館前から懸念していた。
屋外
- 足湯[3][11]
- 大つり橋 - 湯西川を渡る人道橋で、全長116 m、幅1.5 m、水面からの高さ13 m[5][14]。水の郷のシンボルとすべく、日光市が2億円をかけて建設した[5]。
- 観光農園・河川農園[1]

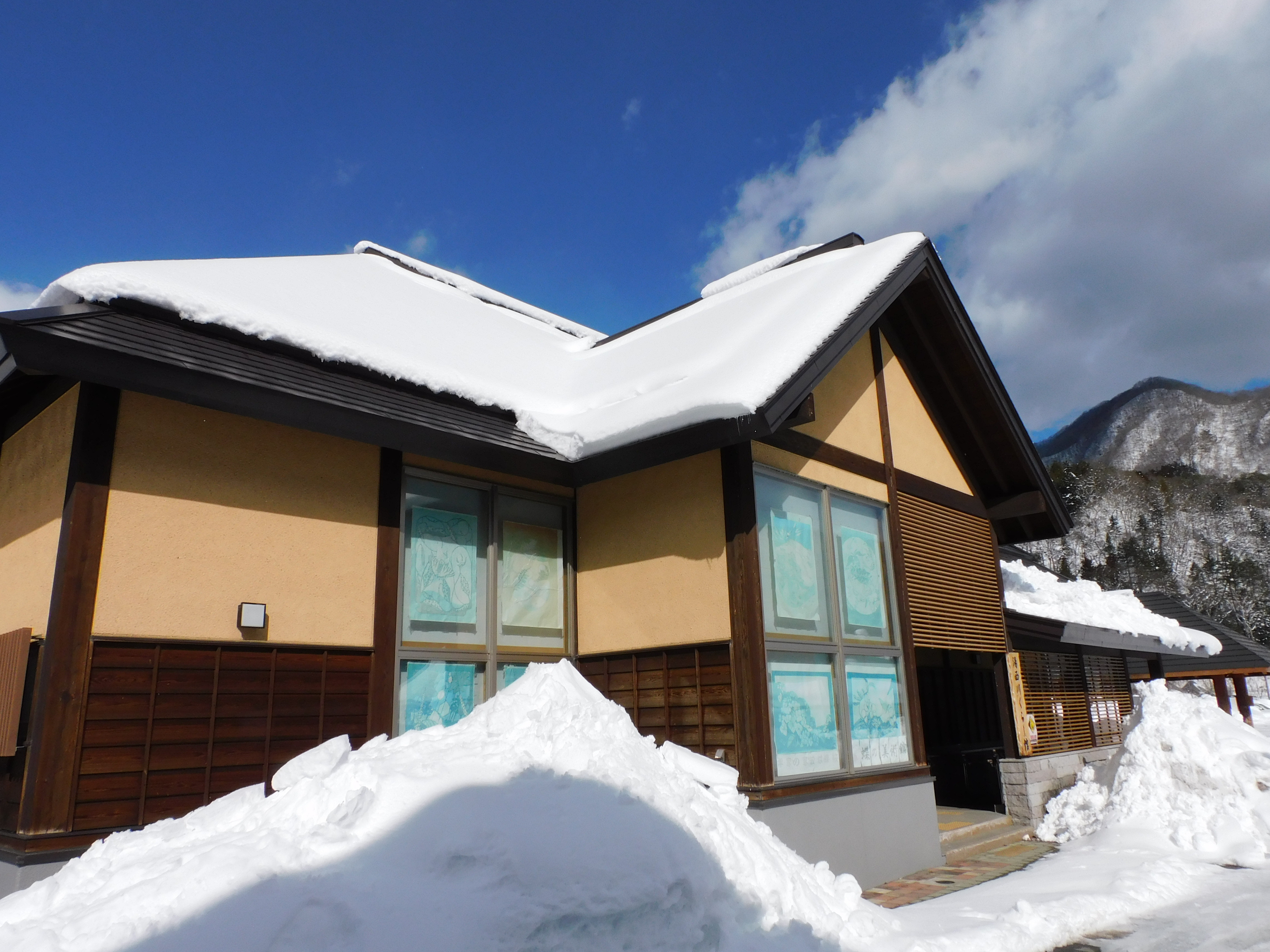
蝶の美術館
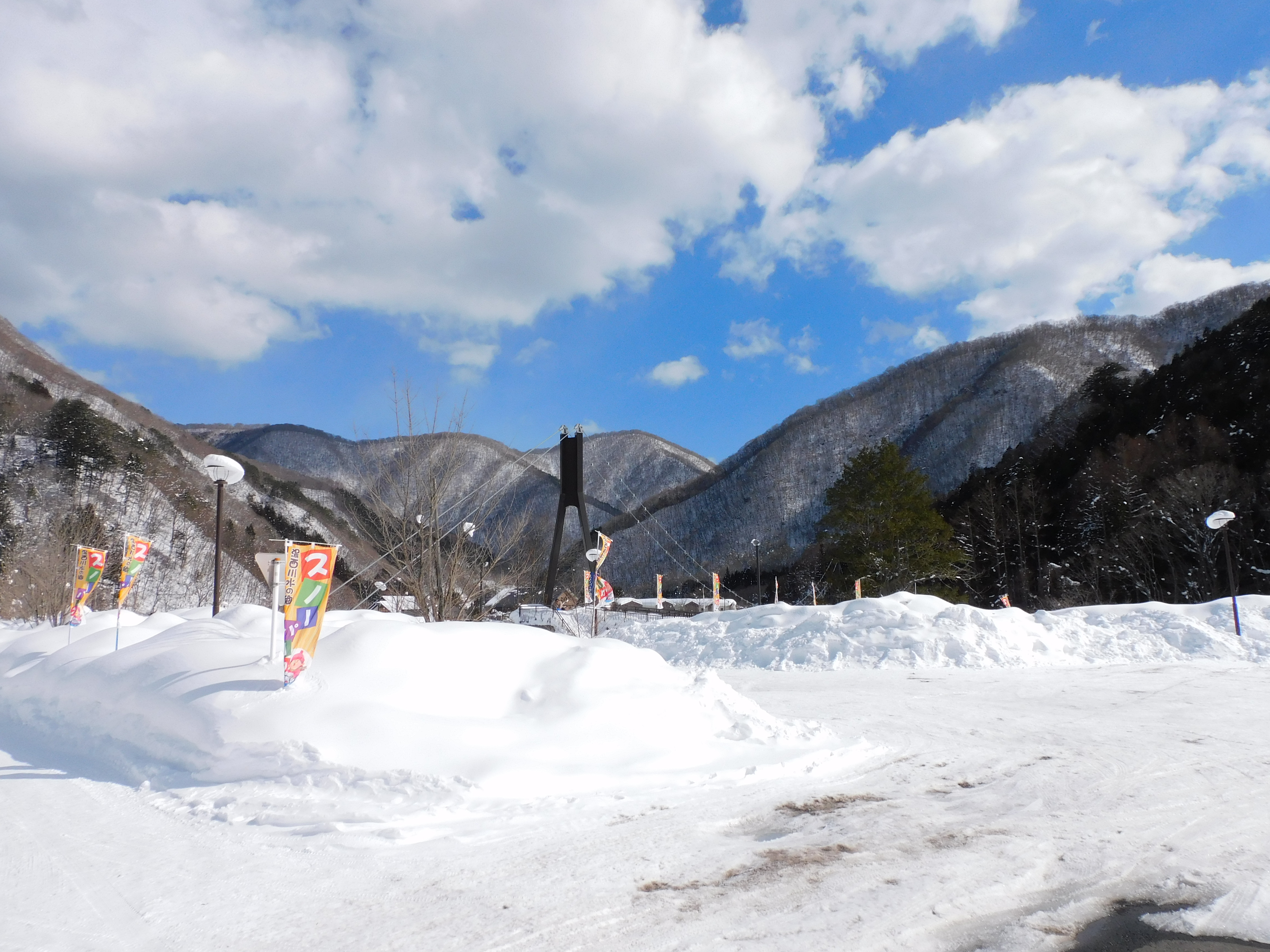
大つり橋

### 運営
施設の運営は、地域住民が設立した株式会社湯西川水の郷が、指定管理者として手掛ける。日光市栗山地域（旧栗山村）では、地元住民の運営する「栗山館」が誰も責任を取らないまま赤字を残して閉鎖したという過去があるため、責任の所在を明確化するために指定管理者制度が導入された。地元住民は従業員として以外に、自ら生産した野菜を販売することでも運営に関与する。

## 歴史

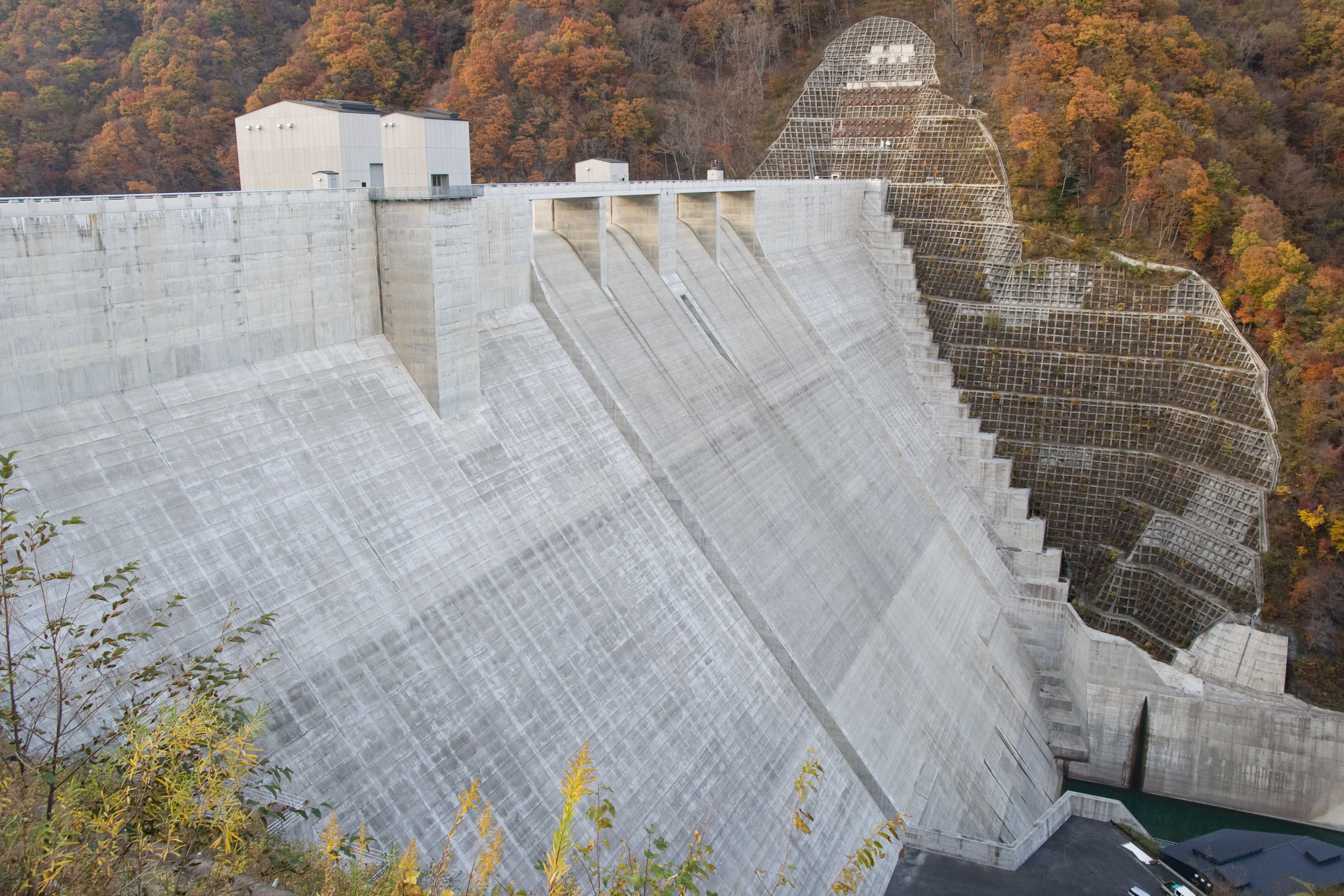
湯西川ダム

湯西川ダムの建設によって湯西川温泉の下流域が水没することになり、水源地域対策事業の一環で、移転代替地に「湯西川水の郷」を整備することになった。住民の移転代替地への移住は2004年（平成16年）に始まり、2006年（平成18年）度より日光市は水の郷の施設整備を開始した。施設は、水没地域の住民の生活再建と雇用創出を目的としたため、住民が運営することになり、住民は水の郷管理組合を組織した。
住民は飲食物の提供経験が乏しく、既存の温泉街との競合を避けたいという意向を持っていたことから、観光学者の古賀学をアドバイザーに迎え、開業に向けて準備を進めた。この中で、地域住民は豆腐ハンバーグ・山菜丼・蕎麦粉のサラダなどを食堂のメニュー候補として試作し、28人で運営会社として「株式会社湯西川水の郷」を設立した。
2011年（平成23年）7月18日に開館し、日光市長の斎藤文夫らがテープカットを行った。総事業費14億4300万円の大半は、ダムの水の受益地域である宇都宮市や千葉県などが負担した。開館から1か月で入場者数1万人を超え、滑り出しは順調であった。同年11月5日、紅葉まつりの開催と同時に、水の郷大つり橋の渡り初めを開催した。
2012年（平成24年）4月8日、亜細亜大学経営学部ホスピタリティ・マネジメント学科の学生が、「湯西川魅力拡大プロジェクト」と題した報告会を湯西川公民館で開催した。学生らは、水の郷を地元住民と観光客の交流の場とすることを提案し、具体的には生活協同組合の中継地としての利用や、イベント・料理教室の開催などを挙げた。同年11月に入場者数10万人を達成した。10万人という数は、開業1年間の目標であったので、4か月遅れでの到達となった。また年間の売上は7000万円と目標の7割にとどまり、一時は支払いが滞る危機に陥るような綱渡りの経営であった。運営者は東日本大震災の影響とし、豪雪地帯ゆえの冬季の客足停滞が課題として浮上した。
2013年（平成25年）7月5日より、水の郷 - 湯西ダム湖 - 道の駅湯西川を結ぶ水陸両用バスの運行（ダックツアー）を開始した。（ダックツアー自体は2006年（平成18年）から川治ダム湖で実施していた。）同年11月17日、新企画として「水の郷新そば祭り」を開催した。
2016年（平成28年）7月、約4年間使われなくなっていた湯西川くらし館をリニューアルして「蝶の美術館」を仮オープンした。美術館のテーマとしてチョウを選んだのは、湯西川温泉に平家の落人伝説が残り、平家がアゲハチョウの紋を使っていたことにちなんでいる。同年12月、すべての作品の搬入を終え、正式に開館した。

## 立地

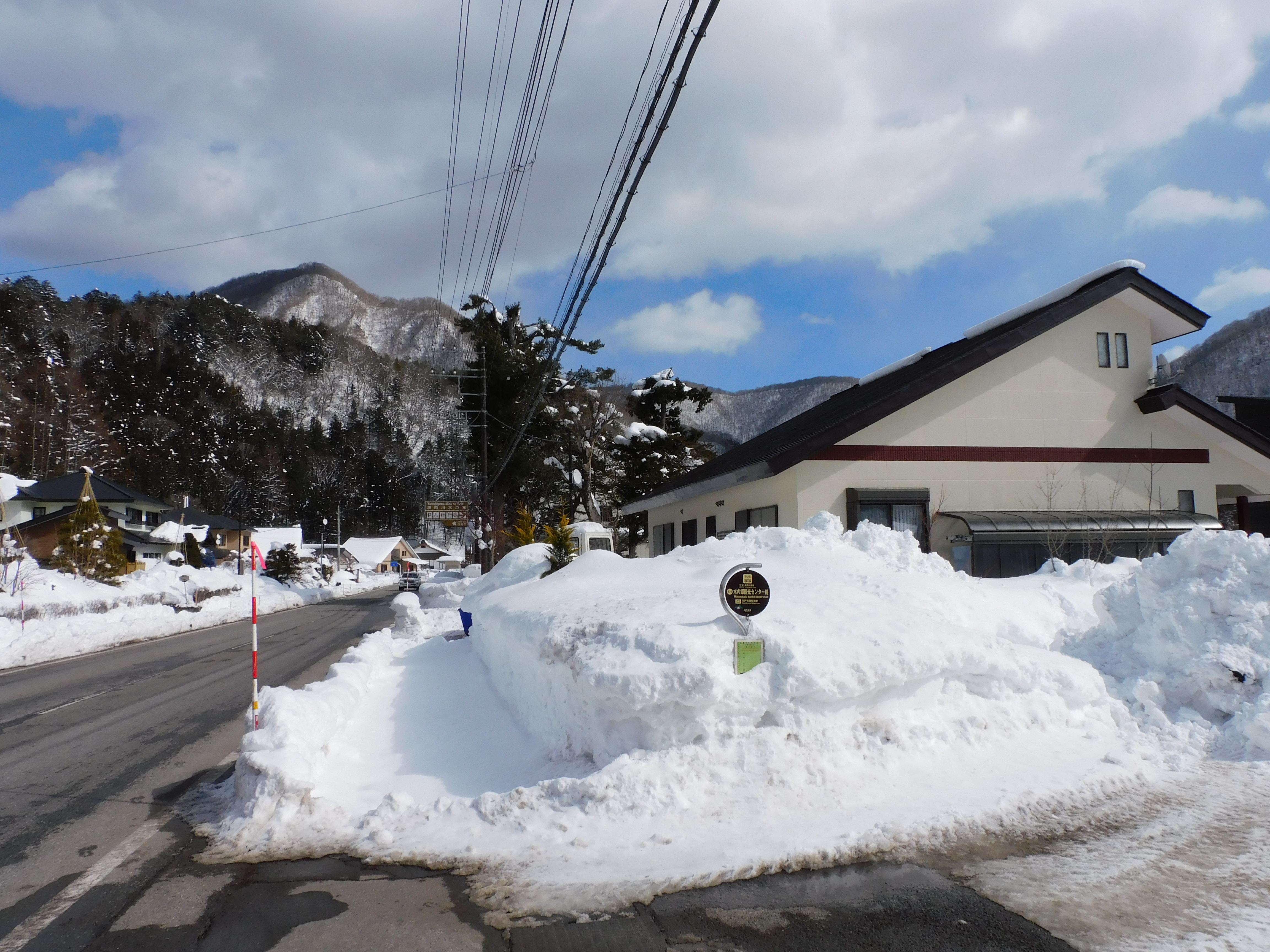
水の郷観光センター前バス停

水の郷周辺は湯西川ダム水没地の移転代替地として整備された場所であり、湯西川温泉街の入り口に位置する。公共交通の場合、野岩鉄道会津鬼怒川線湯西川温泉駅から日光交通ダイヤルバス湯西川温泉行きに乗車し、水の郷観光センター前バス停下車、すぐである。バスの乗車時間はおよそ30分である。自家用車利用の場合、日光宇都宮道路今市ICから国道121号・栃木県道249号黒部西川線を経由し、約1時間半かかる。
水の郷から自動車で15分のところに、道の駅湯西川（湯西川温泉駅併設）がある。水の郷と道の駅のどちらにも、入浴施設・足湯・食堂・土産物店があり、競合している。